# Polypsecadium solidagineum
Polypsecadium solidagineum är en korsblommig växtart som först beskrevs av José Jéronimo Triana och Jules Émile Planchon, och fick sitt nu gällande namn av Al-shehbaz. Polypsecadium solidagineum ingår i släktet Polypsecadium och familjen korsblommiga växter. Inga underarter finns listade i Catalogue of Life.